# Mihai Antonescu
Mihai Antonescu (18 de noviembre de 1904-1 de junio de 1946) fue un abogado y político rumano, que sirvió de primer ministro adjunto y ministro de Asuntos Exteriores en Rumanía, durante la Segunda Guerra Mundial durante la dictadura de Ion Antonescu. Considerado un criminal de guerra, fue ejecutado en 1946.

## Principios de carrera
Nacido en Nucet, en el distrito rumano de Dâmboviţa, Mihai Antonescu empezó sus estudios en Piteşti, y fue admitido en el Colegio Nacional San Sava de Bucarest. Desde 1922 a 1926 asistió a la Facultad de Derecho de la Universidad de Bucarest, tras lo cual trabajó como abogado. Mihai Antonescu no fue al principio un extremista o un simpatizante de la Guardia de Hierro, ya que en los años '30 fue miembro del Partido Nacional Liberal de Rumanía, dirigido por el político Gheorghe I. Brătianu. Ejerció como profesor de derecho internacional en la universidad de la capital. En 1938 asesoró legalmente al dictador Ion Antonescu en un importante proceso judicial, ganando su confianza al extremo de ser nombrado ministro de Propaganda en el Gobierno de Ion Antonescu en 1940; a pesar del apellido común, ambos personajes tenían únicamente un lejano parentesco —eran primos lejanos—.
Como ministro, Mihai Antonescu se acercó a la extrema derecha, estableciendo contactos con el Partido Nazi de Alemania. Mihai Antonescu llegó a ser uno de los consejeros apreciados por el Conducator rumano, especialmente después de que Horia Sima, el líder de la Guardia de Hierro y primer ministro adjunto, se mostró cada vez menos colaborador con el gobierno. Mihai se mostró eficiente en censurar las críticas al Gobierno y en introducir el antisemitismo en la prensa y ante la opinión pública.
Tras un periodo de incómoda coalición entre el general y la Guardia de Hierro durante el Estado Nacional Legionario proclamado el 14 de septiembre de 1940, el Conducător logró eliminar a la formación del poder en enero de 1941 tras una dura revuelta, con la aquiescencia de Hitler. Impuesta la dictadura militar y abolido el Estado legionario, Mihai Antonescu fue ascendido a primer ministro adjunto y ministro de Asuntos Exteriores, convirtiéndose en el segundo hombre más poderoso de Rumanía.

## Prominencia
A lo largo de 1941, especialmente después de la invasión alemana a la Unión Soviética, Ion Antonescu se concentró principalmente en los asuntos militares de Rumanía debido a la alianza bélica rumana con el Tercer Reich, dejando a Mihai Antonescu a cargo de los asuntos internos. Aunque en un principio Mihai se mostró incómodo con la alianza estrecha de Rumania con Alemania, la colaboración aumentó después de la serie de victorias conseguidas por Alemania en contra de la Unión Soviética entre 1941 e inicios de 1942.
Mihai consideró que una medida eficiente de satisfacer al nazismo alemán era establecer oficialmente la persecución de los judíos rumanos. Interviniendo en los asuntos del ministro del Interior, elaboró una serie de leyes antisemitas que tuvieron como resultado la pérdida de trabajos y de funciones para miles de judíos, así como la negada de su acceso a varias carreras profesionales. Otras leyes tuvieron como objetivo la expropiación de los bienes de los judíos. Durante la primavera de 1941, cooperó con los representantes alemanes llegados a Rumanía para tratar el «problema judío» y se comprometió a deportar a la población judía de Bucovina, Besarabia y Transnistria. Accedió asimismo a deportar a los hebreos del resto de regiones rumanas a los campos de exterminio en Polonia, medida que finalmente se anuló en el otoño de 1942.
A lo largo de 1941, Mihai Antonescu aprobó el pogromo de Iaşi, impidió la emigración de los judíos, y anuló la protección del Gobierno rumano para los judíos rumanos que vivían fuera del país, dejando de esta manera a los judíos de los territorios ocupados por Alemania, a merced de los nazis. También aprobó la matanza de los judíos rumanos en Besarabia y Bucovina, así como la deportación de los supervivientes a campos de concentración de Transnistria.
Hacia el final del año 1942, Antonescu se alarmó por el deterioro de los esfuerzos de guerra del Eje, especialmente tras el desastre militar de la Wehrmacht en Stalingrado (donde además perecieron cerca de 60 000 soldados rumanos enviados a luchar junto a los alemanes) y empezó a buscar una modalidad de retirar a Rumanía de la guerra. Intentó persuadir a Hitler a firmar la paz con los Aliados occidentales y concentrarse exclusivamente en la guerra contra la Unión Soviética. Cuando los soviéticos obtuvieron el triunfo final en la Batalla de Stalingrado el 2 de febrero de 1943, Mihai Antonescu llegó a la conclusión de que la guerra estaba perdida para los alemanes, así que intentó destruir los documentos que demostraban la persecución de los judíos en Rumanía. Con el acuerdo de Ion Antonescu, llegó a abogar por la retirada del conflicto de todos los aliados menores de Alemania: Rumanía, Hungría, Eslovaquia, y Croacia.
Antonescu consideraba que el dictador italiano Benito Mussolini era el único líder lo bastante poderoso como para enfrentarse a Hitler, y que Italia podría negociar con éxito un armisticio del Eje con los aliados occidentales. Según el plan de Mihai Antonescu, los cuatro satélites ya citados del Tercer Reich, con ayuda de la Italia fascista podrían abandonar a Hitler, ayudando después a los aliados en contra de Alemania. Como ministro de Asuntos Exteriores, Mihai fortaleció las conexiones diplomáticas entre Rumanía e Italia en la primera mitad de 1943 logrando contactar favorablemente con Galeazzo Ciano, ministro italiano de Asuntos Exteriores y yerno de Mussolini.
Cuando Ciano fue destituido por su suegro en febrero de 1943, Mihai Antonescu no abandonó sus planes e insistió en un acercamiento a Italia, e inclusive visitó a Mussolini en el junio de 1943; para entonces Hitler ya estaba citando a conferencias en el Castillo de Klessheim (Austria) a sus aliados: Miklós Horthy, Jozef Tiso y Ante Pavelić, amenazándoles si intentaban abandonar el Eje, por la misma época Mihai Antonescu advirtió que Mussolini estaba de acuerdo parcialmente con su plan, pero no estaba dispuesto a ponerlo en práctica por temor a represalias alemanas.
Al fracasar su proyecto, Mihai Antonescu intentó también mejorar las relaciones de Rumanía con los Estados Unidos y Gran Bretaña, pese a hallarse formalmente en guerra. Para esto, impidió las deportaciones, permitió la emigración de los judíos de Rumanía a países fuera de la influencia del Eje, y repatrió a los que sobrevivieron en Transnistria, encarcelando a los aviadores estadounidenses y británicos prisioneros en Rumania en condiciones privilegiadas. El derrocamiento de Mussolini el 25 de julio de 1943 y el establecimiento de la República Social Italiana dieron al traste con los planes de Mihai, al desvanecerse toda opción de apoyarse en Italia contra Alemania, mientras ahora el mismo Conducător le desautorizaba para todo intento de firmar una paz por separado.

## Fin de la guerra y ejecución
El 23 de agosto de 1944, mientras las tropas soviéticas invadían Rumanía, el rey Miguel destituyó al gobierno de Ion Antonescu, declaró la guerra a Alemania, dispuso la capitulación de Rumania ante la URSS, y arrestó a Mihai Antonescu.
Mihai fue entregado a las nuevas autoridades inmediatamente después del golpe de Estado del rey Miguel, juzgado por un "Tribunal del Pueblo" (influido por el Partido Comunista) y declarado culpable por crímenes de guerra. Fue ejecutado junto a Ion Antonescu, Constantin Vasiliu y Gheorghe Alexianu, cerca de la Fortaleza de Jilava, en Ilfov, a las afueras de Bucarest.